# 伊斯蘭瑪巴德車站
伊斯蘭瑪巴德車站是位於巴基斯坦首都伊斯蘭瑪巴德的一座鐵路車站，原名馬爾加拉車站（Margalla railway station）。

## 歷史
該站建立於1979年，並於1979年11月21日由巴基斯坦鐵道部部長穆罕默德·汗·朱尼喬 (Muhammad Khan Junejo) 揭幕。伊斯蘭堡和拉瓦爾品第之間開通了鐵路班車。由於經濟問題，班車在一年內停運，車站也隨之關閉了。1988年，該站重啟貨運列車服務，但服務在一段時間後再度暫停。
由於伊斯蘭瑪巴德人口和商業活動的增加，車站進行了翻新，車站也更名為伊斯蘭堡車站。2009年4月21日開始試運行。鐵道部部長古拉姆·艾哈邁德·比盧爾於2009年5月13日為其揭幕。
2015年5月15日，一列名為Green Line Express的新特快列車在該站啟用，連接伊斯蘭瑪巴德和第一大城卡拉奇。